# YouTube TV
YouTube TV 是一家美国的OTT互联网电视服务，来自Google的子公司YouTube。它提供了覆盖70多家电视网络的电视直播、视频点播和基于云存储的录像功能，包括美国的主要电视网络，例如ABC、CBS、NBC、PBS、Fox、FX、AMC、CNN、Fox News、TBS、Discovery和ESPN。
YouTube TV于2017年2月28日推出。

## 历史
YouTube TV于2017年4月首先开通于5个美国市场-纽约市、洛杉矶、芝加哥、费城和旧金山，除了美国全国性的电视网络以外，YouTube TV也播送这些网络及其公司旗下的以及其他媒体公司的频道。其他频道包括CNBC、MSNBC、Fox News、BBC World News、Smithsonian Channel（由ViacomCBS旗下的Showtime Networks和Smithsonian Institution共同投资）。Sundance TV（AMC Networks拥有）；众多的体育频道；迪士尼频道（由华特迪士尼公司拥有）；和BBC America（由AMC Networks和BBC Studios共同拥有）。YouTube TV成员还可以访问YouTube Premium的原创内容（尽管YouTube TV不包括YouTube Premium订阅）。
同样在2017年，YouTube 签订了与MLB Network以及本地球队西雅圖海灣者足球會与洛杉矶足球会关于美国职业足球大联盟内容的协议。
在2018年2月14日，YouTube电视开始使用时代华纳旗下特纳广播系统的有线网络（其中包括TBS、TNT、CNN和Cartoon Network）。此外，YouTube TV还宣布了一项添加NBA TV和MLB Network内容的计划。
到2019年1月，该服务已扩展到98％的美国家庭。2019年3月，YouTube电视在蒙大拿州格伦迪夫（Glendive）推出，至此在美国的所有电视市场都可以使用它。
在2019年4月10日，YouTube TV添加了Discovery，Inc.拥有的九个网络（包括Discovery Channel、Travel Channel、HGTV和Food Network）。这使得YouTube TV有了70多个频道。谷歌还宣布，他们将添加Oprah Winfrey Network。 此时，Youtube TV的月费相比于刚发布时上涨了约42％，相比于2018年3月上涨了25％，并且停止了老用户的祖父条款优惠。
2019年7月29日，在加利福尼亚州帕萨迪纳市的电视评论家协会夏季新闻巡回演唱会上，YouTube TV宣布已与PBS签署了一项具有里程碑意义的多年协议。该协议允许Youtube TV从2019年第四季度开始，直播PBS成员站和PBS儿童台(PBS Kids)的内容。这项交易是PBS与虚拟多频道视频节目发行商（vMVPD）达成的第一份发行协议。选择提供其主要信号的电视台如果计划播出没有权限许可的节目，则必须通知YouTube TV。在2019年12月15日，第一个PBS附属电台被添加到YouTube TV中。

## 功能
YouTube电视提供了基于云的DVR服务，具有无限的存储空间，可以保存9个月的录像。每个订阅可以在六个帐户之间共享，并允许最多三个账户同时在线播放。